# Atomosia tenus
Atomosia tenus är en tvåvingeart som beskrevs av Charles Howard Curran 1930. Atomosia tenus ingår i släktet Atomosia och familjen rovflugor. Inga underarter finns listade i Catalogue of Life.